# Енглез у Москви (слика)
Енглез у Москви (рус. англичанин в москве) јесте слика из 1914. авангардног уметника и теоретичара уметности Казимира Маљевича.

## Опис
Енглез из наслова дела приказан је како носи цилиндар и капут. Лице човека је делимично заклоњено белом рибом. Што се тиче идентитета човека којег је насликао Маљевич, шеф архива у Музеју Стеделиј је рекао: „Енглез из наслова није неки конкретан Енглез, већ метафора супротстављања Истока и Запада; града и села.
Сама слика садржи колаж геометријских облика и предмета као што су упаљена свећа, симитар, мердевине, дрвена кашика и друге предмете. Маљевич је такође сликао симболе и текстуалне знакове на платну — сегменти речи „делимично“ и „помрачење Сунца“ се виде на руском. На Маљевича су утицали руски књижевни футуристи, а укључивање руског текста, фрагмената текста и каламбура може се видети на најмање два његова платна (Портрет И. В. Клиуна (побољшани) и Авијатичара) насликана пре Енглеза у Москви.
Тејт Модерн, где је 2014. године дело било изложено, описао је значење слике као:
„Руски футуризам је био књижевни колико и уметнички покрет, а његово немилосрдно креативно експериментисање је напредовало при размени идеја између различитих уметника и различитих дисциплина. У јулу 1913. године, Маљевич је сарађивао са музичарем Михаилом Матјушином и песником Алексејем Кручених на манифесту који је позивао на распуштање језика и одбацивање рационалне мисли. Кручених је сковао реч заум – што значи „изван разума“ – да опише нови језик звукова без значења.
На дебати у фебруару 1914, носећи дрвену кашику у простору за дугмад одела, Маљевич је изјавио да се одрекао разума. Дрвена кашика се појавила и на слици Енглез у Москви 1914, која подсећа на апсурдистички колаж неповезаних објеката у различитим размерама – попут беле рибе која чини да средњовековна црква изгледа минијатурно – поред фрагмената текста. Слика сугерише елементе сложене загонетке без решења.“
Приповедајући кратки документарни филм о слици, уметнички критичар Едвин Малинс је предложио алтернативну интерпретацију, сугеришући да платно прича причу о путовању Енглеза кроз Москву и приказује:
„. . . Оно што уметник замишља да би такав Енглез могао да примети о граду ових дана када руска револуција већ прети, радознале, неповезане ствари које се спајају у његовом уму као споменар или колаж.“
Што се тиче текста  приказаног на платну, књига о историји уметности Изазов авангарде тврди да је „руски футуризам у визуелној уметности био уско повезан са књижевним експериментисањем. Казимир Маљевич се ослањао и на кубистичке визуелне уређаје и на савремену руску поезију да би пореметио конвенције значења у кубо-футуристичким сликама попут Енглеза у Москви.“

## Утицај
Енглез у Москви сматра се претходником покрета надреализма. Рецензија изложбе Маљевичевић дела из 2014. у Тејт модерну наводи да је слика „анти-рационална претеча надреализма, у судару кубистичких фрагментата са наизглед насумичним објектима“.